# 1977 en animation asiatique
Voir aussi: 1977 au cinéma - 1977 à la télévision
1976 en animation asiatique - 1977 en animation asiatique - 1978 en animation asiatique

## Principales diffusions au Japon

### Séries télévisées
- 4 avril : Ashita e Atakku! (ja)
- 3 juillet : Chōjin Sentai Baratakku (ja)
- 22 septembre : Arō Enburemu Guranpuri no Taka (ja)
- 29 octobre : Charlotte
- 13 décembre : Joō-heika no Puti Anje (ja)